# Псковская городская дума
Псковская городская Дума (Псковгордума, ПГД)  — представительный орган местного самоуправления, является постоянно действующим высшим и единственным представительным органом местного самоуправления города Пскова. Обладает правом принимать от имени населения города Пскова решения по вопросам местного значения и представлять интересы населения в отношениях с органами государственной власти, другими муниципальными образованиями, а также с предприятиями, учреждениями и организациями. Организацию деятельности городской Думы осуществляет Глава города, который исполняет полномочия председателя городской Думы.
Псковская городская Дума избирается сроком на 5 лет и состоит из 25 депутатов. До 2012 года состав думы формировался на муниципальных выборах по одномандатным (избирательным) округам. С 2012 года депутаты Псковской гордумы избираются на муниципальных выборах по смешанной системе: 12 депутатов — по одномандатным округам, 13 депутатов — по партийным спискам (по единому округу). С 2017 года — 15 депутатов — по одномандатным округам, 10 депутатов — по партийным спискам (по единому округу).
26 апреля 2022 года исполняющим полномочия главы города (руководителем Псковской Городской Думы) назначен Гаврилов Сергей Вячеславович. С 16 апреля 2009 года до 23 мая 2019 года главой города Пскова был Цецерский Иван Николаевич. С 25 мая 2019 года исполняла полномочия и с 13 ноября 2019 года до 26 апреля 2022 года была главой города Полонская Елена Александровна.

## История

### Российская империя

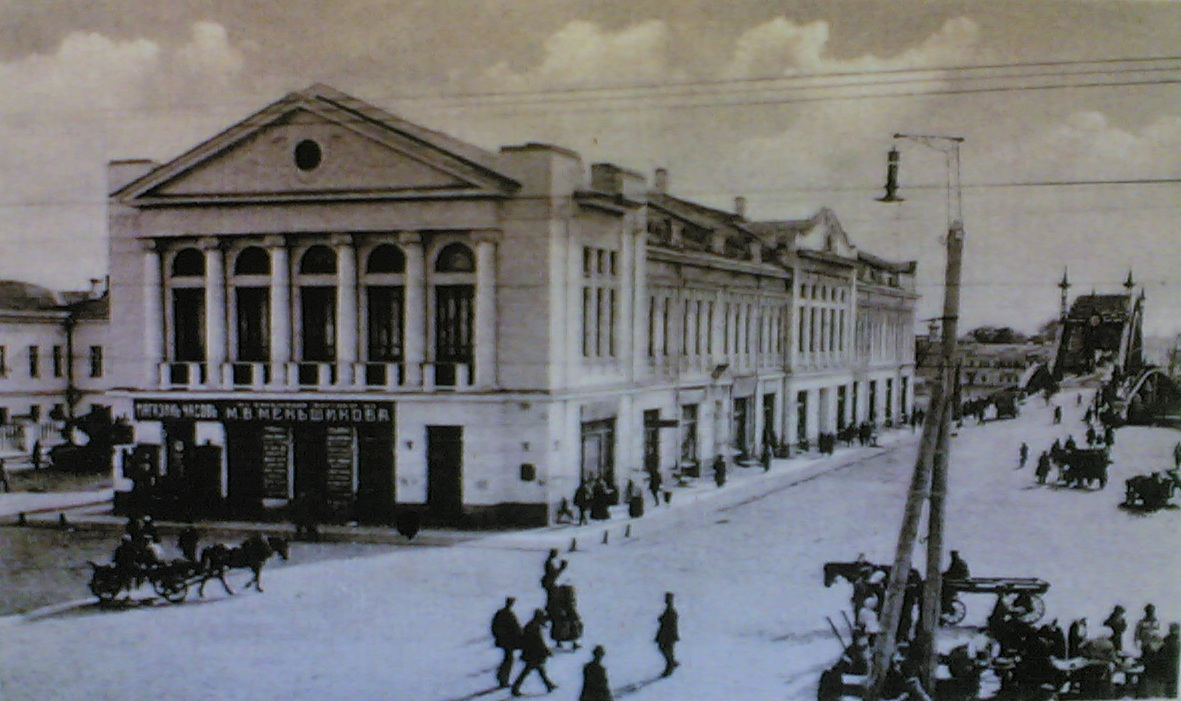
Дореволюционное здание Псковской городской Думы и управы (около современной площади Ленина у Ольгинского моста)

Псковская городская Дума впервые была создана на основании «Городского положения» 1785 года, в частности, «Грамоты на права и выгоды городам Российской империи», жалованной 21 апреля 1785 года императрицей Екатериной II. Грамота делила городских избирателей на шесть групп (разрядов), каждая из которых выбирала гласных (депутатов) в Общую Думу, которая в свою очередь создавала так называемую Шестигласную Думу, состоявшую, помимо городского головы, лишь из шести гласных (по одному человеку из каждого разряда).
Первое заседание «выбранных к составлению Городской и Шестигласной Дум гласных» состоялось 28 мая 1789 года. Городским головой стал Иван Посников — представитель старинного псковского купеческого рода. В 1868 году городским головой был избран псковский купец, владелец известного в России вино-водочного завода и пригородного имения Корытово Пётр Петрович Калашников.
По новому «Городовому положению», утвержденному 16 июня 1870 года императором Александром II, городские Думы стали избираться на 4 года. В конце 1870 года на первом заседании обновлённой Думы городским головой снова был избран П. П. Калашников, в 1887 году — купец, экспортёр льна Эдуард Романович Сутгоф, переизбиравшийся впоследствии ещё 4 раза. После его смерти с декабря 1904 года обязанности городского головы исполнял представитель старинной псковской купеческой фамилии, выпускник местной гимназии и юридического факультета столичного университета Алексей Алексеевич Агапов, который переизбирался трижды городским головой.
В 1915 году на Торговой площади (затем — Советская пл., д.2, ныне — пл. Ленина) между Ольгинским мостом и зданием Присутственных мест (не сохранились) было построено новое здание Псковской городской Думы в стиле неоклассицизма (архитектор Гермейер Э. А.). В советское время (с 1927 года) здесь расположился Дом Красной Армии, в период гитлеровской оккупации — немецкий солдатский клуб. К моменту освобождения города Пскова 23 июля 1944 года, бывшее здание Думы было почти полностью разрушено и не было восстановлено.

#### Городская дума во время Временного правительства 1917 года
10 сентября 1917 года впервые депутаты в гордуму избирались по партийным спискам. Из 60-ти, 29 депутатских мест (48,3 %) провёл в городскую Думу объединённый список социалистов (по 13 человек от эсеров, социал-демократов (включая большевиков) и энесов); 12 мест — кадеты (20,0 %), 8 мест — прибалтийские революционные социал-демократы (13,3 %), 6 мест — группа беспартийных домовладельцев и торговцев во главе с Батовым Петром Дионисовичем (10,0 %), 3 места — латышско-эстонский национальный демократический блок (5,0 %), 2 места — союз служащих правительственных и общественных учреждений города (3,3 %). Городским головой был избран энес Арбузов Н. С. Постоянно действующий орган думы — городская управа — также на 83 % стала состоять из социалистов. Несмотря на это, абсолютное большинство Думы (кроме большевиков) высказалось против Октябрьского переворота 1917 года. В принятой 26 октября (8 ноября) 1917 года резолюции, Псковская городская Дума так охарактеризовала произошедшее: «преступное, организованное большевиками выступление, угрожающее анархией стране…». Депутаты-большевики во главе с Михаилом Ушарновым огласили своё заявление, в котором они приветствовали «победную революцию сознательных рабочих Петрограда и солдат Петроградского гарнизона», и покинули зал заседания. В ночь на 2 (15) ноября 1917 года большевистский ВРК начал аресты гласных гордумы, а 5 декабря был арестован сам городской голова Н. С. Арбузов. Последнее заседание досоветской Псковской городской Думы состоялось 10 января 1918 года, выразив категорический протест против действий Псковского Совета солдатских и рабочих депутатов, после чего все не успевшие скрыться гласные думы и управы были арестованы. 12 января 1918 года исполком Псковского Совета постановил упразднить городскую Думу и управу. После захвата Пскова немецкими кайзеровскими войсками (с 25 февраля по 25 ноября 1918 года) оккупационные власти воссоздали дореволюционные органы власти, в том числе городскую Думу, как орган управления населением.
После восстановления власти большевиков в Пскове в конце ноября 1918 года гордума была окончательно ликвидирована в пользу Советов, просуществовавшими вплоть до 1993 года, за исключением периода с 25 мая по 25 августа 1919 года, когда город занимали белоэстонцы и белогвардейские отряды Булак-Балаховича, и периода фашистской оккупации города с 9 июля 1941 по 23 июля 1944 гг. В 1990-е годы Псковская городская Дума воссоздавалась как правопреемница Совета народных депутатов, но с более широкими полномочиями. Выборы в Псковскую городскую Думу первого (постсоветского) созыва состоялись в 1996 году.

### Российская Федерация

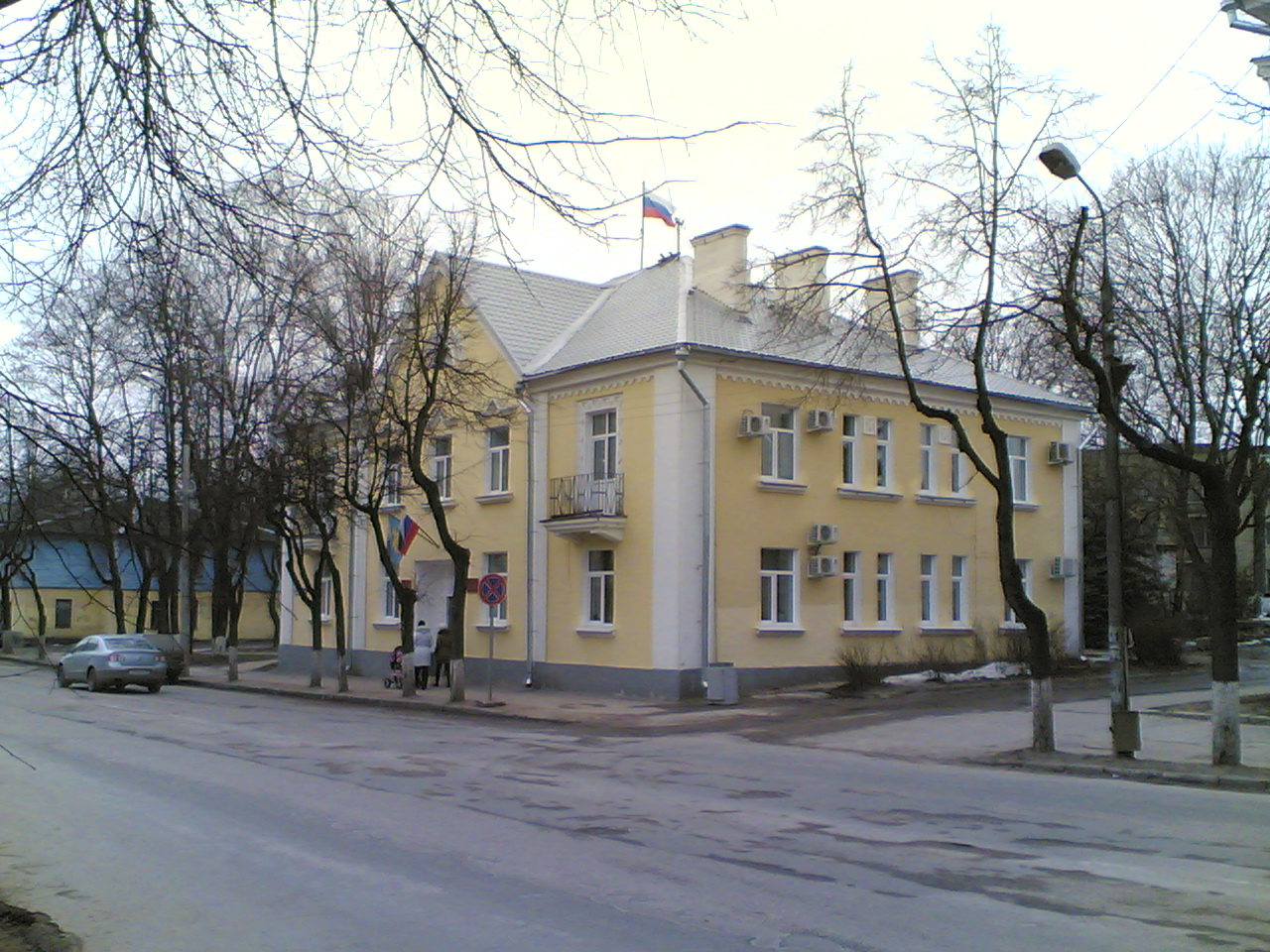
Современное здание Псковской городской Думы

### Первый созыв (1996—1998)
Первые постсоветские выборы в Псковскую городскую Думу состоялись 18 февраля 1996 года, в голосовании приняло участие 43,2 % избирателей. 22 марта 1996 года на первой сессии тайным голосованием на должность Председателя Псковской городской Думы был избран директор предприятия «Псков-Лада» Виктор Сергеевич Асадчий («за» — 11 голосов из 17-ти; «против» — 5 и 1 воздержался).
| Результаты выборов депутатов Псковской городской Думы первого созыва 18 февраля 1996 года | Результаты выборов депутатов Псковской городской Думы первого созыва 18 февраля 1996 года | Результаты выборов депутатов Псковской городской Думы первого созыва 18 февраля 1996 года | Результаты выборов депутатов Псковской городской Думы первого созыва 18 февраля 1996 года | Результаты выборов депутатов Псковской городской Думы первого созыва 18 февраля 1996 года | Результаты выборов депутатов Псковской городской Думы первого созыва 18 февраля 1996 года |
| ----------------------------------------------------------------------------------------- | ----------------------------------------------------------------------------------------- | ----------------------------------------------------------------------------------------- | ----------------------------------------------------------------------------------------- | ----------------------------------------------------------------------------------------- | ----------------------------------------------------------------------------------------- |
|                                                                                           |                                                                                           |                                                                                           |                                                                                           |                                                                                           |                                                                                           |
| № округа                                                                                  | Приняли участие в выборах                                                                 | Приняли участие в выборах                                                                 | ФИО избранного депутата                                                                   | Число и доля голосов избирателей, поданных за кандидата                                   | Число и доля голосов избирателей, поданных за кандидата                                   |
| № округа                                                                                  | абсолют.                                                                                  | %                                                                                         | ФИО избранного депутата                                                                   | абсолют.                                                                                  | %                                                                                         |
| 1                                                                                         | 3959                                                                                      | 41,1 %                                                                                    | Левченко Владислав Фёдорович                                                              | 1188                                                                                      | 30,0 %                                                                                    |
| 2                                                                                         | 4459                                                                                      | 47,4 %                                                                                    | Гвоздева Анна Григорьевна                                                                 | 1288                                                                                      | 28,9 %                                                                                    |
| 3                                                                                         | 847                                                                                       | 42,3 %                                                                                    | Бобряшев И. И.                                                                            | 1192                                                                                      | 27,3 %                                                                                    |
| 4                                                                                         | 3978                                                                                      | 41,1 %                                                                                    | Коновалов Владимир Геннадьевич                                                            | 1451                                                                                      | 36,5 %                                                                                    |
| 5                                                                                         | 3383                                                                                      | 39,0 %                                                                                    | Михайлова Любовь Юлиановна                                                                | 581                                                                                       | 17,2 %                                                                                    |
| 6                                                                                         | 3835                                                                                      | 41,6 %                                                                                    | Соседов Ю. К.                                                                             | 1043                                                                                      | 27,2 %                                                                                    |
| 7                                                                                         | 3704                                                                                      | 41,3 %                                                                                    | Савицкий И. Н.                                                                            | 1552                                                                                      | 41,9 %                                                                                    |
| 8                                                                                         | 3951                                                                                      | 48,0 %                                                                                    | Асадчий Виктор Сергеевич                                                                  | 1104                                                                                      | 27,9 %                                                                                    |
| 9                                                                                         | 4183                                                                                      | 44,3 %                                                                                    | Литвинов В. В.                                                                            | 1403                                                                                      | 33,5 %                                                                                    |
| 10                                                                                        | 4150                                                                                      | 45,0 %                                                                                    | Трифонов Леонид Николаевич                                                                | 1435                                                                                      | 34,6 %                                                                                    |
| 11                                                                                        | 4417                                                                                      | 53,1 %                                                                                    | Козлов В. С.                                                                              | 1427                                                                                      | 32,3 %                                                                                    |
| 12                                                                                        | 4157                                                                                      | 43,8 %                                                                                    | Лунина Л. И.                                                                              | 663                                                                                       | 15,9 %                                                                                    |
| 13                                                                                        | 454                                                                                       | 46,7 %                                                                                    | Рамазанова Райхан Укутаевна                                                               | 1105                                                                                      | 24,2 %                                                                                    |
| 14                                                                                        | 3120                                                                                      | 35,7 %                                                                                    | Носов Ю. Г.                                                                               | 594                                                                                       | 19,0 %                                                                                    |
| 15                                                                                        | 4030                                                                                      | 42,0 %                                                                                    | Роднева Тамара Александровна                                                              | 552                                                                                       | 13,6 %                                                                                    |
| 16                                                                                        | 4334                                                                                      | 43,2 %                                                                                    | Гузинин В. М.                                                                             | 1041                                                                                      | 24,0 %                                                                                    |
| 17                                                                                        | 3512                                                                                      | 37,6 %                                                                                    | Гитина Инна Борисовна                                                                     | 861                                                                                       | 24,5 %                                                                                    |

### Второй созыв (1998—2002)
Новый состав городской Думы был избран 29 марта 1998 года. Председателем Думы второго созыва стал Леонид Николаевич Трифонов.
| Результаты выборов депутатов Псковской городской Думы второго созыва 29 марта 1998 года | Результаты выборов депутатов Псковской городской Думы второго созыва 29 марта 1998 года | Результаты выборов депутатов Псковской городской Думы второго созыва 29 марта 1998 года | Результаты выборов депутатов Псковской городской Думы второго созыва 29 марта 1998 года | Результаты выборов депутатов Псковской городской Думы второго созыва 29 марта 1998 года | Результаты выборов депутатов Псковской городской Думы второго созыва 29 марта 1998 года |
| --------------------------------------------------------------------------------------- | --------------------------------------------------------------------------------------- | --------------------------------------------------------------------------------------- | --------------------------------------------------------------------------------------- | --------------------------------------------------------------------------------------- | --------------------------------------------------------------------------------------- |
|                                                                                         |                                                                                         |                                                                                         |                                                                                         |                                                                                         |                                                                                         |
| № округа                                                                                | Приняли участие в выборах                                                               | Приняли участие в выборах                                                               | ФИО избранного депутата                                                                 | Число и доля голосов избирателей, поданных за кандидата                                 | Число и доля голосов избирателей, поданных за кандидата                                 |
| № округа                                                                                | абсолют.                                                                                | %                                                                                       | ФИО избранного депутата                                                                 | абсолют.                                                                                | %                                                                                       |
| 1                                                                                       | 4245                                                                                    | 44,0 %                                                                                  | Емельянова Елена Леонтьевна                                                             | 819                                                                                     | 19,4 %                                                                                  |
| 2                                                                                       | 3907                                                                                    | 43,2 %                                                                                  | Гвоздева Анна Григорьевна                                                               | 890                                                                                     | 23,0 %                                                                                  |
| 3                                                                                       | 3166                                                                                    | 31,0 %                                                                                  | Гоголев Сергей Тихонович                                                                | 1290                                                                                    | 40,8 %                                                                                  |
| 4                                                                                       | 3774                                                                                    | 37,7 %                                                                                  | Коновалов Владимир Геннадьевич                                                          | 1943                                                                                    | 51,9 %                                                                                  |
| 5                                                                                       | 3163                                                                                    | 34,5 %                                                                                  | Михайлова Любовь Юлиановна                                                              | 968                                                                                     | 30,6 %                                                                                  |
| 6                                                                                       | 3282                                                                                    | 36,9 %                                                                                  | Цецерский Иван Николаевич                                                               | 1352                                                                                    | 41,3 %                                                                                  |
| 7                                                                                       | 3113                                                                                    | 35,4 %                                                                                  | Лобахин Сергей Егорович                                                                 | 782                                                                                     | 25,1 %                                                                                  |
| 8                                                                                       | 3649                                                                                    | 35,4 %                                                                                  | Никифорова Лилия Анатольевна                                                            | 782                                                                                     | 25,1 %                                                                                  |
| 9                                                                                       | 3991                                                                                    | 39,4 %                                                                                  | Соболь Николай Иванович                                                                 | 1307                                                                                    | 32,8 %                                                                                  |
| 10                                                                                      | 3948                                                                                    | 42,9 %                                                                                  | Трифонов Леонид Николаевич                                                              | 2010                                                                                    | 50,9 %                                                                                  |
| 11                                                                                      | 3599                                                                                    | 41,2 %                                                                                  | Деричева Вера Ивановна                                                                  | 1402                                                                                    | 39,1 %                                                                                  |
| 12                                                                                      | 3815                                                                                    | 38,7 %                                                                                  | Левченко Владислав Фёдорович                                                            | 696                                                                                     | 18,3 %                                                                                  |
| 13                                                                                      | 3409                                                                                    | 40,6 %                                                                                  | Рамазанова Райхан Укутаевна                                                             | 1299                                                                                    | 38,3 %                                                                                  |
| 14                                                                                      | 3119                                                                                    | 33,7 %                                                                                  | Степанов Виктор Михайлович                                                              | 823                                                                                     | 26,7 %                                                                                  |
| 15                                                                                      | 3489                                                                                    | 35,4 %                                                                                  | Роднева Тамара Александровна                                                            | 1192                                                                                    | 34,2 %                                                                                  |
| 16                                                                                      | 3519                                                                                    | 35,4 %                                                                                  | Аксёнов Виктор Фёдорович                                                                | 1521                                                                                    | 43,2 %                                                                                  |
| 17                                                                                      | 3157                                                                                    | 32,8 %                                                                                  | Гитина Инна Борисовна                                                                   | 856                                                                                     | 27,1 %                                                                                  |

### Третий созыв (2002—2007)
| Результаты выборов депутатов Псковской городской Думы третьего созыва 31 марта 2002 года, повторных выборов 29 сентября 2002 года, 14 марта 2004 года, 27 марта 2005 года | Результаты выборов депутатов Псковской городской Думы третьего созыва 31 марта 2002 года, повторных выборов 29 сентября 2002 года, 14 марта 2004 года, 27 марта 2005 года | Результаты выборов депутатов Псковской городской Думы третьего созыва 31 марта 2002 года, повторных выборов 29 сентября 2002 года, 14 марта 2004 года, 27 марта 2005 года | Результаты выборов депутатов Псковской городской Думы третьего созыва 31 марта 2002 года, повторных выборов 29 сентября 2002 года, 14 марта 2004 года, 27 марта 2005 года | Результаты выборов депутатов Псковской городской Думы третьего созыва 31 марта 2002 года, повторных выборов 29 сентября 2002 года, 14 марта 2004 года, 27 марта 2005 года | Результаты выборов депутатов Псковской городской Думы третьего созыва 31 марта 2002 года, повторных выборов 29 сентября 2002 года, 14 марта 2004 года, 27 марта 2005 года |
| --- | --- | --- | --- | --- | --- |
| | | | | | |
| № округа | Приняли участие в выборах | Приняли участие в выборах | ФИО избранного депутата | Число и доля голосов избирателей, поданных за кандидата | Число и доля голосов избирателей, поданных за кандидата |
| № округа | абсолют. | % | ФИО избранного депутата | абсолют. | % |
| 1 | 3240 | 34,13 % | Бессмертный А. М. | 734 | 22,67 % |
| 2 | 3431 | 37,06 % | Лыжин Н. Г. | 1033 | 29,28 % |
| 3 | 2342 | 22,74 % | Коваленко В. А. | 1556 | 66,44 % |
| 4 | 3585 | 33,56 % | Горбачёв Н. А. | 1251 | 34,91 % |
| 5 | 2846 | 30,20 % | Михайлова Л. Ю. | 893 | 31,39 % |
| 6 | 3270 | 32,31 % | Цецерский И. Н. | 2068 | 63,34 % |
| 7 | 3182 | 34,84 % | Тиханов А. В. | 1251 | 39,31 % |
| 8 | 3637 | 41,61 % | Никифорова Л. А. | 1108 | 30,48 % |
| 9 | 3609 | 36,54 % | Соболь Н. И. | 1113 | 30,87 % |
| 10 | 3693 | 37,42 % | Трифонов Л. Н. | 1196 | 32,39 % |
| 11 | 5583 | 61,83 % | Сорокин Ю.Ю. | 2675 | 47,91 % |
| 12 | 5942 | 59,94 % | Митрофанова Н. А. | 1824 | 30,70 % |
| 13 | | | не избран | | |
| 14 | 2878 | 28,66 % | Степанов В. М. | 1114 | 38,75 % |
| 15 | 3434 | 34,35 % | Андреева С. В. | 837 | 24,42 % |
| 16 | 3359 | 33,97 % | Грязнов Н. В. | 770 | 22,95 % |
| 17 | 5616 | 55,65 % | Калинин С. М. | 1463 | 26,05 % |

### Четвёртый созыв (2007—2012)
| Результаты выборов депутатов Псковской городской Думы четвёртого созыва 11 марта 2007 года | Результаты выборов депутатов Псковской городской Думы четвёртого созыва 11 марта 2007 года | Результаты выборов депутатов Псковской городской Думы четвёртого созыва 11 марта 2007 года | Результаты выборов депутатов Псковской городской Думы четвёртого созыва 11 марта 2007 года | Результаты выборов депутатов Псковской городской Думы четвёртого созыва 11 марта 2007 года | Результаты выборов депутатов Псковской городской Думы четвёртого созыва 11 марта 2007 года |
| ------------------------------------------------------------------------------------------ | ------------------------------------------------------------------------------------------ | ------------------------------------------------------------------------------------------ | ------------------------------------------------------------------------------------------ | ------------------------------------------------------------------------------------------ | ------------------------------------------------------------------------------------------ |
| Средняя явка избирателей 34,59 %                                                           |                                                                                            |                                                                                            |                                                                                            |                                                                                            |                                                                                            |
| № округа                                                                                   | Приняли участие в выборах                                                                  | Приняли участие в выборах                                                                  | ФИО избранного депутата                                                                    | Число и доля голосов избирателей, поданных за кандидата                                    | Число и доля голосов избирателей, поданных за кандидата                                    |
| № округа                                                                                   | абсолют.                                                                                   | %                                                                                          | ФИО избранного депутата                                                                    | абсолют.                                                                                   | %                                                                                          |
| 1                                                                                          | 2011                                                                                       | 33,03                                                                                      | Бессмертный Альберт Михайлович                                                             | 426                                                                                        | 21,26                                                                                      |
| 2                                                                                          | 2249                                                                                       | 31,53                                                                                      | Лыжин Николай Георгиевич                                                                   | 908                                                                                        | 40,54                                                                                      |
| 3                                                                                          | 2862                                                                                       | 39,26                                                                                      | Коваленко Владимир Александрович                                                           | 1428                                                                                       | 51,22                                                                                      |
| 4                                                                                          | 1635                                                                                       | 26,30                                                                                      | Лебедик Михаил Аликович                                                                    | 587                                                                                        | 35,97                                                                                      |
| 5                                                                                          | 2475                                                                                       | 35,01                                                                                      | Никифоров Сергей Иванович                                                                  | 1269                                                                                       | 51,33                                                                                      |
| 6                                                                                          | 2271                                                                                       | 36,61                                                                                      | Гаврилов Сергей Вячеславович                                                               | 397                                                                                        | 17,48                                                                                      |
| 7                                                                                          | 2112                                                                                       | 30,57                                                                                      | Барабанов Сергей Александрович                                                             | 530                                                                                        | 25,29                                                                                      |
| 8                                                                                          | 2287                                                                                       | 34,68                                                                                      | Цецерский Иван Николаевич                                                                  | 953                                                                                        | 41,71                                                                                      |
| 9                                                                                          | 2365                                                                                       | 34,72                                                                                      | Гаврилов Михаил Олегович                                                                   | 476                                                                                        | 20,23                                                                                      |
| 10                                                                                         | 2436                                                                                       | 35,08                                                                                      | Салкин Виктор Николаевич                                                                   | 744                                                                                        | 31,03                                                                                      |
| 11                                                                                         | 3226                                                                                       | 36,91                                                                                      | Сиротин Игорь Евгеньевич                                                                   | 866                                                                                        | 26,89                                                                                      |
| 12                                                                                         | 2168                                                                                       | 32,13                                                                                      | Соболь Николай Иванович                                                                    | 641                                                                                        | 29,73                                                                                      |
| 13                                                                                         | 2293                                                                                       | 36,26                                                                                      | Николаева Любовь Алексеевна                                                                | 895                                                                                        | 39,24                                                                                      |
| 14                                                                                         | 2892                                                                                       | 42,77                                                                                      | Волков Валерий Николаевич                                                                  | 832                                                                                        | 28,91                                                                                      |
| 15                                                                                         | 2363                                                                                       | 38,11                                                                                      | Максименко Роман Владимирович                                                              | 601                                                                                        | 25,43                                                                                      |
| 16                                                                                         | 2289                                                                                       | 35,66                                                                                      | Сорокин Юрий Юрьевич                                                                       | 1072                                                                                       | 46,87                                                                                      |
| 17                                                                                         | 2557                                                                                       | 35,96                                                                                      | Асадчий Андрей Викторович                                                                  | 901                                                                                        | 35,28                                                                                      |
| 18                                                                                         | 2312                                                                                       | 32,61                                                                                      | Соколова Наталия Викторовна                                                                | 625                                                                                        | 27,08                                                                                      |
| 19                                                                                         | 2784                                                                                       | 40,48                                                                                      | Копылов Александр Михайлович                                                               | 1129                                                                                       | 40,55                                                                                      |
| 20                                                                                         | 2162                                                                                       | 34,65                                                                                      | Стороненков Григорий Иванович                                                              | 1018                                                                                       | 47,13                                                                                      |
| 21                                                                                         | 1702                                                                                       | 27,97                                                                                      | Болотин Константин Васильевич                                                              | 499                                                                                        | 29,42                                                                                      |
| 22                                                                                         | 2201                                                                                       | 33,11                                                                                      | Андреева Светлана Владимировна                                                             | 1015                                                                                       | 46,22                                                                                      |
| 23                                                                                         | 2546                                                                                       | 40,14                                                                                      | Лузин Ян Вячеславович                                                                      | 1577                                                                                       | 62,09                                                                                      |
| 24                                                                                         | 2109                                                                                       | 30,26                                                                                      | Лесников Валерий Семенович                                                                 | 581                                                                                        | 27,57                                                                                      |
| 25                                                                                         | 2033                                                                                       | 29,63                                                                                      | Калинин Сергей Михайлович                                                                  | 812                                                                                        | 39,96                                                                                      |

Состав 2007—2012
| Состав Псковской городской Думы созыва 2007—2012 входили депутаты (на конец 2011 г.) | Состав Псковской городской Думы созыва 2007—2012 входили депутаты (на конец 2011 г.) | Состав Псковской городской Думы созыва 2007—2012 входили депутаты (на конец 2011 г.) | Состав Псковской городской Думы созыва 2007—2012 входили депутаты (на конец 2011 г.) |
| №                                                                                    | депутат                                                                              | округ                                                                                | партийная принадлежность (фракция, группа)                                           |
| ------------------------------------------------------------------------------------ | ------------------------------------------------------------------------------------ | ------------------------------------------------------------------------------------ | ------------------------------------------------------------------------------------ |
| 1                                                                                    | Бессмертный Альберт Михайлович                                                       | № 1                                                                                  | беспартийный                                                                         |
| [ 25 ]                                                                               | Лыжин Николай Георгиевич                                                             | № 2                                                                                  | Единая Россия                                                                        |
| 2                                                                                    | Коваленко Владимир Александрович                                                     | № 3                                                                                  | Единая Россия                                                                        |
| 3                                                                                    | Лебедик Михаил Аликович                                                              | № 4                                                                                  | беспартийный                                                                         |
| 4                                                                                    | Никифоров Сергей Иванович                                                            | № 5                                                                                  | Единая Россия                                                                        |
| 5                                                                                    | Гаврилов Сергей Вячеславович                                                         | № 6                                                                                  | Единая Россия                                                                        |
| 6                                                                                    | Барабанов Сергей Александрович                                                       | № 7                                                                                  | Единая Россия/ ЛДПР                                                                  |
| 7                                                                                    | Цецерский Иван Николаевич                                                            | № 8                                                                                  | Единая Россия                                                                        |
| 8                                                                                    | Гаврилов Михаил Олегович                                                             | № 9                                                                                  | Единая Россия                                                                        |
| 9                                                                                    | Салкин Виктор Николаевич                                                             | № 10                                                                                 | беспартийный                                                                         |
| 10                                                                                   | Сиротин Игорь Евгеньевич                                                             | № 11                                                                                 | Единая Россия                                                                        |
| 11                                                                                   | Соболь Николай Иванович                                                              | № 12                                                                                 | беспартийный                                                                         |
| 12                                                                                   | Николаева Любовь Алексеевна                                                          | № 13                                                                                 | Единая Россия                                                                        |
| 13                                                                                   | Волков Валерий Николаевич                                                            | № 14                                                                                 | Единая Россия                                                                        |
| 14                                                                                   | Дуля Виктор Федорович                                                                | № 15                                                                                 | КПРФ                                                                                 |
| [ 25 ]                                                                               | Сорокин Юрий Юрьевич                                                                 | № 16                                                                                 | Единая Россия                                                                        |
| 15                                                                                   | Асадчий Андрей Викторович                                                            | № 17                                                                                 | Единая Россия                                                                        |
| 16                                                                                   | Соколова Наталия Викторовна                                                          | № 18                                                                                 | Единая Россия                                                                        |
| 17                                                                                   | Копылов Александр Михайлович                                                         | № 19                                                                                 | Единая Россия                                                                        |
| 18                                                                                   | Стороненков Григорий Иванович                                                        | № 20                                                                                 | Единая Россия                                                                        |
| 19                                                                                   | Болотин Константин Васильевич                                                        | № 21                                                                                 | Единая Россия                                                                        |
| 20                                                                                   | Андреева Светлана Владимировна                                                       | № 22                                                                                 | Единая Россия                                                                        |
| [ 25 ]                                                                               | Лузин Ян Вячеславович                                                                | № 23                                                                                 | Единая Россия                                                                        |
| 21                                                                                   | Лесников Валерий Семенович                                                           | № 24                                                                                 | Единая Россия                                                                        |
| 22                                                                                   | Калинин Сергей Михайлович                                                            | № 25                                                                                 | Единая Россия                                                                        |

Дума 2007—2012 годов включала 6 комитетов и 1 комиссию:
- Комитет по правовым вопросам и местному самоуправлению
- Комитет по жилищно-коммунальному хозяйству и благоустройству
- Комитет по молодежной политике и общественным организациям
- Комитет по земельным ресурсам, градостроительству, муниципальной собственности и предпринимательству
- Комитет по бюджету, налогам и финансовому контролю
- Комитет по социальным вопросам'
- Комиссия по депутатской этике'

### Пятый созыв (2012—2017)
По предварительным итогам выборов в Псковскую городскую Думу 4 марта 2012 года, по одномандатным округам победителями вопреки прогнозам стали все 12 (из 12-ти) кандидатов от партии «Единая Россия». По партийным спискам (для занятия остальных 13-ти из 25-ти мест в Думе) предварительно (обработав треть протоколов) за партию «Единая Россия» проголосовали 45,32 %, за КПРФ — 24,39 %, за партию «Справедливая Россия» — 9,32 %, за партию «Яблоко» — 8,93 %, за ЛДПР — 8,18 %.
По окончательным итогам, несмотря на победу в Пскове КПРФ 4 декабря 2011 года на выборах в Госдуму, 4 марта 2012 года по партийным спискам в гордуму «Единая Россия» получила — 46,33 % голосов (46894 голосов в марте при 25284 голосов в декабре, то есть больше на 85 % или на 21610 голосов больше, чем в декабре); остальные партии показали следующие результаты: КПРФ — 24,23 % (25468 голосов в декабре и 24419 голосов в марте), «Яблоко» — 9,16 % (9441 и 9229 соответственно), «Справедливая Россия» — 9,08 % (14136 и 9148 соответственно), ЛДПР — 7,96 % (13502 голосов в декабре 2011 и 8024 голосов в марте 2012). Число участвовавших на выборах во Пскове в декабре 2011 года составило 89584 человек, в марте 2012 года — 100777 человек, то есть больше на 10493 человек, 95 % из которых (с учётом потери голосов у оппозиционных партий) по мнению аналитиков, получается, проголосовало за «Единую Россию».
В результате в новой Псковской городской Думе 17 депутатских мест предварительно получает партия «Единая Россия» (68 %, в том числе 6 — по партийным спискам и 11 — по одномандатным округам), 3 места — КПРФ (12 %), 2 места — «Яблоко» (8 %), по одному месту — «Справедливая Россия» и ЛДПР (по 4 %), а также 1 место закреплено за самовыдвиженцем.
ТИК Псковской области распределила мандаты следующим образом: «Единая Россия» (помимо 12-ти депутатов, избранных по одномандатным округам, включая одного самовыдвиженца) получила 7 мест (то есть всего — 19 из 25-ти мест), КПРФ — 3 места, а «Яблоко», «Справедливая Россия» и ЛДПР — все по 1 месту. 14 марта представитель областного отделения партии «Яблоко» при поддержке ЛДПР подал в Псковский городской суд иск о неправильном распределении депутатских мандатов, основываясь на прописанной в законе математической формуле подсчёта распределения мандатов, которая, по мнению председателя областного отделения «Яблоко» Льва Шлосберга, доказывает, что «Единая Россия» должна была получить 4 мандата вместо 7-ми, а «Яблоко», «Справедливая Россия» и ЛДПР — по 2 (вместо одного у каждой партии; КПРФ — те же 3 мандата).
Несмотря на это, 16 марта 2012 года состоялась первая сессия Псковской городской Думы нового созыва, на которой главой города Пскова был переизбран Иван Цецерский (21 голос — «за», 2 голоса — «против», 1 бюллетень признан недействительным, 1 депутат — от партии «Яблоко» — отказался голосовать до тех пор, «пока не будет судебного решения по иску партии о неправильном распределении депутатских мандатов»).
5 мая 2012 года городской суд постановил отказать в требовании псковского отделения партии «Яблоко» о перераспределении мандатов депутатов Псковской городской Думы 5-го созыва. Лев Шлосберг заявил, что будет обращаться в суды высшей инстанции — областной суд и, если понадобится, в Верховный суд России, так как, по его заверению, «…прямого анализа наших доказательств в решении суда нет. Анализ математического алгоритма, применённого территориальной избирательной комиссией города Пскова, при распределении мандатов, в решении полностью отсутствует. Суд не опроверг правильности нашего понимания нормы Закона Псковской области».
| Результаты выборов депутатов Псковской городской Думы пятого созыва 04 марта 2012 года | Результаты выборов депутатов Псковской городской Думы пятого созыва 04 марта 2012 года | Результаты выборов депутатов Псковской городской Думы пятого созыва 04 марта 2012 года | Результаты выборов депутатов Псковской городской Думы пятого созыва 04 марта 2012 года | Результаты выборов депутатов Псковской городской Думы пятого созыва 04 марта 2012 года | Результаты выборов депутатов Псковской городской Думы пятого созыва 04 марта 2012 года |                                  |
| -------------------------------------------------------------------------------------- | -------------------------------------------------------------------------------------- | -------------------------------------------------------------------------------------- | -------------------------------------------------------------------------------------- | -------------------------------------------------------------------------------------- | -------------------------------------------------------------------------------------- | -------------------------------- |
| Явка избирателей 59,20 %                                                               |                                                                                        |                                                                                        |                                                                                        |                                                                                        |                                                                                        |                                  |
| № округа                                                                               | Приняли участие в выборах                                                              | Приняли участие в выборах                                                              | ФИО избранного депутата                                                                | Число и доля голосов избирателей, поданных за кандидата                                | Число и доля голосов избирателей, поданных за кандидата                                | партия                           |
| № округа                                                                               | абсолют.                                                                               | %                                                                                      | ФИО избранного депутата                                                                | абсолют.                                                                               | %                                                                                      | партия                           |
| 1                                                                                      | 9262                                                                                   | 56,81                                                                                  | Турчин Григорий Михайлович                                                             | 3949                                                                                   | 42,70                                                                                  | «Единая Россия»                  |
| 2                                                                                      | 8396                                                                                   | 53,81                                                                                  | Коваленко Владимир Александрович                                                       | 2965                                                                                   | 35,35                                                                                  | «Единая Россия»                  |
| 3                                                                                      | 8572                                                                                   | 57,67                                                                                  | Калинин Сергей Михайлович                                                              | 3832                                                                                   | 44,94                                                                                  | «Единая Россия»                  |
| 4                                                                                      | 6821                                                                                   | 53,50                                                                                  | Никифоров Сергей Иванович                                                              | 2145                                                                                   | 31,46                                                                                  | самовыдвиженец («Единая Россия») |
| 5                                                                                      | 6846                                                                                   | 56,82                                                                                  | Цецерский Иван Николаевич                                                              | 4474                                                                                   | 65,39                                                                                  | «Единая Россия»                  |
| 6                                                                                      | 8346                                                                                   | 60,59                                                                                  | Копылов Александр Михайлович                                                           | 3278                                                                                   | 39,28                                                                                  | «Единая Россия»                  |
| 7                                                                                      | 8222                                                                                   | 64,19                                                                                  | Сиротин Игорь Евгеньевич                                                               | 3222                                                                                   | 39,24                                                                                  | «Единая Россия»                  |
| 8                                                                                      | 9500                                                                                   | 63,47                                                                                  | Николаева Любовь Алексеевна                                                            | 3291                                                                                   | 34,70                                                                                  | «Единая Россия»                  |
| 9                                                                                      | 8766                                                                                   | 66,44                                                                                  | Болотин Константин Васильевич                                                          | 3223                                                                                   | 36,81                                                                                  | «Единая Россия»                  |
| 10                                                                                     | 9331                                                                                   | 61,01                                                                                  | Соколова Наталия Викторовна                                                            | 4323                                                                                   | 46,40                                                                                  | «Единая Россия»                  |
| 11                                                                                     | 8129                                                                                   | 56,81                                                                                  | Стороненков Григорий Иванович                                                          | 4324                                                                                   | 53,29                                                                                  | «Единая Россия»                  |
| 12                                                                                     | 8118                                                                                   | 58,92                                                                                  | Лесников Валерий Семёнович                                                             | 3619                                                                                   | 44,65                                                                                  | «Единая Россия»                  |
| единый округ                                                                           |                                                                                        |                                                                                        | Фёдорова Ольга Александровна                                                           |                                                                                        |                                                                                        | «Единая Россия»                  |
| единый округ                                                                           |                                                                                        |                                                                                        | Иванова Евгения Викторовна                                                             |                                                                                        |                                                                                        | «Единая Россия»                  |
| единый округ                                                                           |                                                                                        |                                                                                        | Шеменёв Игорь Валерьевич                                                               |                                                                                        |                                                                                        | «Единая Россия»                  |
| единый округ                                                                           |                                                                                        |                                                                                        | Самуйлов Александр Борисович                                                           |                                                                                        |                                                                                        | «Единая Россия»                  |
| единый округ                                                                           |                                                                                        |                                                                                        | Аленичев Андрей Анатольевич                                                            |                                                                                        |                                                                                        | «Единая Россия» ?                |
| единый округ                                                                           |                                                                                        |                                                                                        | Дитрих Игорь Иванович                                                                  |                                                                                        |                                                                                        | «Единая Россия» ?                |
| единый округ                                                                           |                                                                                        |                                                                                        | Вдовина Наталья Ивановна                                                               |                                                                                        |                                                                                        | «Единая Россия» ?                |
| единый округ                                                                           |                                                                                        |                                                                                        | Дуля Виктор Фёдорович                                                                  |                                                                                        |                                                                                        | КПРФ                             |
| единый округ                                                                           |                                                                                        |                                                                                        | Петров Валерий Алексеевич                                                              |                                                                                        |                                                                                        | КПРФ                             |
| единый округ                                                                           |                                                                                        |                                                                                        | Барабанов Дмитрий Александрович                                                        |                                                                                        |                                                                                        | КПРФ                             |
| единый округ                                                                           |                                                                                        |                                                                                        | Гайдук Артур Маркович                                                                  |                                                                                        |                                                                                        | «Яблоко»                         |
| единый округ                                                                           |                                                                                        |                                                                                        | Самуйлов Евгений Федорович                                                             |                                                                                        |                                                                                        | «Справедливая Россия»            |
| единый округ                                                                           |                                                                                        |                                                                                        | Барабанов Сергей Александрович                                                         |                                                                                        |                                                                                        | ЛДПР                             |

Дума 2012—2017 годов включала 7 комитетов:
- Комитет по бюджету, налогам и финансовому контролю
- Комитет по жилищно-коммунальном хозяйству и благоустройству
- Комитет по земельным ресурсам, градостроительству и муниципальной собственности
- Комитет по предпринимательству и инвестиционной деятельности
- Комитет по правовым вопросам и местному самоуправлению
- Комитет по социальным вопросам и молодёжной политике
- Комитет по регламенту и депутатской этике

## Шестой созыв (2017—2022)

Состав шестого созыва (2017—2022): Единая Россия (18), КПРФ (4), СР (2), ЛДПР (1), Яблоко (1)

Выборы в Псковскую городскую думу шестого созыва состоялись в Единый день голосования 10 сентября 2017 года.
В результате выборов абсолютное большинство голосов получила политическая партия «Единая Россия», она ослабила свои позиции на 4 мандата — её представители одержали победу в 10 одномандатных округах, ещё 5 мандатов единороссы получили в результате выборов по единому избирательному округу. Второй результат у КПРФ, партия усилилась на один мандат — 3 мандата в одномандатных округах и 2 мандата по единому избирательному округу. Третий результат у фракции «Справедливая Россия», партия усилилась на 1 мандат — 1 мандат по одномандатному округу и 1 мандат по единному избирательному округу. Партии ЛДПР и «Яблоко» сохранили позиции пятого созыва и каждая партия представлена одним депутатам.
По итогам выборов в Думе были сформированы пять фракций, 1 депутат — вне фракций.
Состоялась первая сессия Псковской городской Думы нового созыва, на которой вновь главой города Пскова был переизбран Иван Цецерский. С 25 мая 2019 года полномочия исполняла Елена Полонская.
26 декабря 2018 года депутат одномандатник от «КПРФ» Дмитрий Михайлов отказался от мандата, и получил вакантный мандат в Псковском областном Собрании депутатов. В связи с этим 8 сентября 2019 года состоялись дополнительные выборы депутата Псковской городской Думы шестого созыва по одномандатному округу № 13 где победу оддержала кандидат от ЕР Галина Невалённая. В результате партия власти усилилась на один мандат, а КПРФ ослабила позицию в думе.
В сентябре 2019 года, в связи с переходом в Псковское областное Собрание депутатов, депутата от «Яблоко» Артура Гайдука, мандат был передан Дмитрию Пермякову. Также в ноябре 2019 года депутат от «КПРФ» Александр Тимофеев вышел из состава ПГД по собственному желанию, мандат был передан Олегу Луценко.
13 ноября главой города Пскова была избрана Елена Полонская.
В сентябре 2021 года, в связи с переходом в Псковское областное Собрание депутатов, депутата от «Справедливая Россия» Олега Брячака, мандат был передан Валентине Александрове. В декабре того же года депутат от «Яблоко» вышел из состава ПГД, по словам Пермякова из-за учёбы в Праге (по предположению псковского журналиста Псковской губернии Павла Дмитриева из-за давления Центра «Э») . Мандат был передан 10 января 2022 года Татьяне Пасман.
26 апреля 2022 года Елена Полонская покидает пост Главы Пскова и мандат, в связи с переходом на работу в администрацию Псковской области. В тот же день новым Главой города Пскова был избран Сергей Гаврилов, за кандидата от партии «Единая Россия» проголосовали 18 из 22 присутствовавших на сессии депутатов, два бюллетеня оказались недействительными. Против Гаврилова был выдвинут кандидат от партии «КПРФ» заместитель Главы города Александр Баев, получивший 2 голоса поддержки.
Дума 6 созыва (2017—2022) включает 25 депутатов
- Турчин Григорий Михайлович, округ № 1 (Единая Россия),
- Колосов Сергей Павлович, округ № 2 (самовыдвиженец),
- Маницкая Елена Геннадьевна, округ № 3 (КПРФ),
- Гаврилов Сергей Вячеславович, округ № 4 (Единая Россия),
- Цецерский Иван Николаевич, округ №5 (Единая Россия),
- Баев Александр Викторович, округ № 6 (КПРФ),
- Фёдорова Ольга Александровна, округ № 7 (Единая Россия),
- Полонская Елена Александровна, округ № 8 (Единая Россия) – сложила полномочия, вакантный мандат,
- Пожидаева Юлия Валерьевна, округ № 9 (Справедливая Россия),
- Николаева Любовь Алексеевна, округ № 10 (Единая Россия),
- Болотин Константин Васильевич, округ № 11 (Единая Россия),
- Стороненков Григорий Иванович, округ № 12 (Единая Россия),
- Невалённая Галина Ивановна, округ № 13 (c 8 сентября 2019 года[48], Единая Россия),
- Барабанов Дмитрий Александрович, округ № 14 (Единая Россия),
- Иванов Денис Олегович, округ № 15 (Единая Россия),
- Белов Эдуард Николаевич, единый городской округ (Единая Россия),
- Воробьёв Владимир Николаевич, единый городской округ (Единая Россия),
- Мусиенко Сергей Сергеевич, единый городской округ (Единая Россия),
- Тюменцев Валерий Анатольевич, единый городской округ (Единая Россия),
- Постнов Фёдор Борисович, единый городской округ (Единая Россия),
- Луценко Олег Владимирович, единый городской округ (с 11 ноября 2019 года, КПРФ),
- Фёдоров Сергей Алексеевич, единый городской округ (КПРФ),
- Александрова Валентина Владимировна, единый городской округ (с 29 октября 2021 года, Справедливая Россия),
- Барабанов Сергей Александрович, единый городской округ (ЛДПР),
- Пасман Татьяна Борисовна, единый городской округ (с 11 февраля 2022 года, Яблоко).

Комитеты
Городская Дума 6 созыва включает 5 комитетов и 1 комиссию:
- Комитет по стратегическому планированию и бюджетной политике (председатель — Стороненков Григорий Иванович),
- Комитет по социальным вопросам, молодёжной политике и туризму (председатель — Постнов Фёдор Борисович),
- Комитет по земельным ресурсам, градостроительству и муниципальной собственности (председатель — Стороненков Григорий Иванович),
- Комитет по правовым вопросам и развитию местного самоуправления (председатель — Белов Эдуард Николаевич),
- Комитет по ЖКХ и благоустройству (председатель — Гаврилов Сергей Вячеславович),
- Комиссия по регламенту и депутатской этике (председатель — Воробьёв Владимир Николаевич).

## Седьмой созыв (2022—2027)
В 2022 году, по результатам выборов в городскую думу в Единый день голосования 11 сентября 2022 года прошло 6 партий. 
Единая Россия (51.33%) получила 19 мандатов сохранив абсолютное большинство в думе, 2 мандата у КПРФ (14.52%), по одному мандату партия Яблоко (9.04%), Партия пенсионеров (8.14%), ЛДПР (7.62%) и Справедливая Россия 7.61%). 
По итогам выборов в Думе были сформированы шесть фракций.
Председателем думы на первом заседании нового созыва 22 сентября 2022 года избран Гончаренко Александр Георгиевич (Единая Россия).
Дума 7 созыва (2022—2027) включает 25 депутатов
- Бурлин Юрий Вячеславович, округ № 1 (Единая Россия),
- Михачева Алеся Михайловна, округ № 2 (Единая Россия),
- Мешков Иван Александрович, округ № 3 (Единая Россия),
- Гаврилов Сергей Вячеславович, округ № 4 (Единая Россия),
- Мельникова Наталья Геннадьевна, округ № 5 (Единая Россия) – сложила полномочия, вакантный мандат,
- Васильев Евгений Сергеевич, округ, округ № 6 (Единая Россия),
- Фёдорова Ольга Александровна, округ № 7 (Единая Россия),
- Юрченко Наталья Александровна, округ № 8 (Единая Россия),
- Пожидаева Юлия Валерьевна, округ № 9 (Единая Россия),
- Николаева Любовь Алексеевна, округ № 10 (Единая Россия),
- Болотин Константин Васильевич, округ № 11 (Единая Россия),
- Стороненков Григорий Иванович, округ № 12 (Единая Россия),
- Невалённая Галина Ивановна, округ № 13 (Единая Россия),
- Барабанов Дмитрий Александрович, округ № 14 (Единая Россия),
- Иванов Денис Олегович, округ № 15 (Единая Россия),
- Гончаренко Александр Георгиевич, единый городской округ (Единая Россия),
- Воробьёв Владимир Николаевич, единый городской округ (Единая Россия),
- Борисенкова Марина Эдуардовна, единый городской округ (Единая Россия),
- Форш Алексей Геннадьевич, единый городской округ (Единая Россия),
- Баев Александр Викторович, единый городской округ (КПРФ),
- Прилипкин Борис Сергеевич, единый городской округ (КПРФ),
- Пасман Татьяна Борисовна, единый городской округ (Яблоко),
- Иванов Михаил Александрович, единый городской округ (Партия пенсионеров),
- Литвиненко Сергей Григорьевич, единый городской округ (ЛДПР),
- Фёдоров Виталий Владимирович, единый городской округ (Справедливая Россия).
Комитеты Городская Дума 7 созыва включает 5 комитетов и 1 комиссию
- Комитет по бюджету, налогам и финансовой политике (председатель — Пожидаева Юлия Валерьевна),
- Комитет по жилищно-коммунальному хозяйству и благоустройству (председатель —  Бурлин Юрий Вячеславович),
- Комитет по земельным ресурсам, градостроительству и муниципальной собственности (председатель — Стороненков Григорий Иванович),
- Комитет по правовым вопросам и развитию местного самоуправления (председатель — Болотин Константин Васильевич),
- Комитет по социальным вопросам, молодёжной политике и туризму (председатель — Борисенкова Марина Эдуардовна),
- Комиссия по регламенту и депутатской этике (председатель — Воробьёв Владимир Николаевич).